# Vernon Sargeant
Vernon Sargeant (* 14. Juli 1973) ist ein Fußballspieler von St. Kitts und Nevis.

## Karriere

### Verein
Er spielte mindestens ab der Saison 2002/03 beim Garden Hotspurs FC, im Sommer 2006 beendete er dann dort seine Karriere.

### Nationalmannschaft
Er hatte seinen ersten bekannten Einsatz für die Nationalmannschaft von St. Kitts und Nevis am 2. April 1993 bei einem 5:1-Sieg über die Britischen Jungferninseln während der Qualifikation für die Karibikmeisterschaft 1993. Hier schoss er auch gleich in der 62. und der 71. Minute jeweils ein Tor. Über die nächsten Jahre kamen noch einige Einsätze hinzu, sein letzter war im Dezember 2004.